# Klaus Dudek
Klaus Dudek (* 21. Juni 1954) ist Professor an der Fachhochschule für Finanzen Nordrhein-Westfalen. 

## Leben und berufliche Tätigkeit
Dudek hat seine juristische Ausbildung mit dem Studium der Rechtswissenschaften an den Universitäten Bonn und Würzburg und dem Referendariat beim Hanseatischen Oberlandesgericht in Hamburg absolviert. Während seines Studiums schloss er sich dem Corps Markomannia Bonn und später noch dem Corps Irminsul an.
Nach kurzer anwaltlicher Tätigkeit und Abschluss seiner Dissertation, mit welcher er den Titel Dr. jur. utr. erwarb, trat er 1982 im Finanzamt Düsseldorf-Mitte in die Finanzverwaltung ein. Ab 1985 war er im Düsseldorfer Finanzministerium u. a. im Verfassungsreferat tätig. 
Von dort wechselte er 1989 an die Fachhochschule für Finanzen des Landes und beschäftigt sich dort insbesondere mit verfahrens- und verfassungsrechtlichen Problemstellungen. Von 1999 bis 2001 war er stellvertretender Leiter eines Dortmunder Finanzamts. Nach seiner Rückkehr an die Fachhochschule für Finanzen hat er die Leitung des Lehrbereichs Allgemeines Steuerrecht übernommen.